# 凱瑟琳湖 (伊利諾伊州)
凱瑟琳湖（英語：Lake Catherine）是位於美國伊利諾伊州萊克縣的一個人口普查指定地區。

## 地理
凱瑟琳湖的座標為42°29′02″N 88°07′07″W / 42.48389°N 88.11861°W，而該地最高點為海拔高度213米（即699英尺）。

## 人口
根據2010年美國人口普查的數據，凱瑟琳湖的面積為3.76平方千米，當中陸地面積為3.35平方千米，而水域面積為0.41平方千米。當地共有人口1379人，而人口密度為每平方千米366.76人。